# Héctor Camacho
Hector Luis Camacho (ur. 24 maja 1962 w Bayamón, zm. 24 listopada 2012 w San Juan) – portorykański bokser.

## Kariera amatorska
Rozpoczął amatorską karierę zdobywając trzy złote rękawice Nowego Jorku.

## Kariera zawodowa
W swojej karierze zawodowej zdobył cztery tytuły mistrza świata. Ostatnią walkę stoczył w 2010 roku na Florydzie. Wcześniej pokonał takich rywali, jak Panamczyk Roberto Durán i Amerykanin Sugar Ray Leonard. W 1997 roku uległ Oscarowi De La Hoi w potyczce o pas czempiona WBC w kategorii półśredniej. W dniu 20 listopada 2012 roku został ciężko postrzelony. 24 listopada 2012 lekarze stwierdzili u niego śmierć mózgową, został odłączony od maszyny podtrzymującej życie. Zmarł tego samego dnia.